# Anstorp
Anstorp is een plaats in de gemeente Örebro in het landschap Närke en de provincie Örebro län in Zweden. De plaats heeft 75 inwoners (2005) en een oppervlakte van 10 hectare. De plaats ligt vlak bij het meer Sottern en de plaats Kilsmo. De directe omgeving van de plaats bestaat zowel uit landbouwgrond, als uit bos.